# Provinz Brescia
Die Provinz Brescia (italienisch Provincia di Brescia, im lokalen Dialekt Pruìnsa de Brèsa) ist die größte Provinz in der italienischen Region Lombardei. Ihre Einwohnerzahl beträgt 1.260.955 (Stand 31. Dezember 2023). Ihre Hauptstadt ist Brescia.

## Lage und Landschaft
Die Provinz liegt in Norditalien am Südrand der Alpen, etwa halbwegs in der Länge des Alpenbogens. Die Hauptstadt selbst liegt am Rande der Poebene.
Südlich Brescias umfasst die Provinz noch das flache Land rund um Verolanuova, Manerbio und Leno, zwischen Oglio und Chiese bis zu dessen Einmündung in den Oglio, und grenzt an die Provinzen Cremona und Mantua. Den Gardasee teilt sie sich mit der Provinz Verona und der Autonomen Provinz Trient, den Iseosee mit der Provinz Bergamo.
Nördlich erstrecken sich die Vorberge der Alpi Bresciane e Gardense, und den Nordteil der Provinz bildet die Adamellogruppe, mit der Presanella (3556 m s.l.m.) als höchstem Gipfel und den Naturschutzgebieten Adamello und Adamello-Brenta, sowie die Ostausläufer der Bergamasker Alpen (Alpi Orobi), und die Südabdachungen der Sobretta-Gavia-Gruppe und Ortlergruppe. Dort grenzt sie an auch an die Provinzen Sondrio und Trient.
Haupttäler des Berglandes sind das Val Camonica des Oglio, das Val Trompia des Mella und das Val Sabbia des Chiese mit dem Idrosee. Am Nordostende des Valcamonica liegt der wichtige Tonalepass (Passo del Tonale, 1884 m s.l.m.).

## Geschichte
Ursprünglich wurde das Gebiet der Provinz Brescia in den Bergtälern von rätischen und im Flachland der Voralpen von ligurischen Volksstämmen bewohnt. Die Kelten, vor allem die Cenomanen, ließen sich hier im 5. Jahrhundert v. Chr. nieder und behielten, dank der freundschaftlichen Beziehung zu Rom, ihre eigene politische Identität bis zum Ende des 2. Jahrhunderts v. Chr. bei. Unter Kaiser Augustus wurden die Einwohner der antiken „Brixia“ zu römischen Staatsbürgern. 16 v. Chr. unterwarf Rom jene Bergvölker im Kampf, insbesondere den Stamm der Camuner, die seit Jahrtausenden ihr alltägliches, kriegerisches und religiöses Leben in die Felsen des Valcamonica eingraviert hatten.

### Reich der Langobarden
Nach dem Untergang des Römischen Reiches 476 n. Chr. und dem Beginn der Völkerwanderung blieb Alboin in Italien (568 n. Chr.) und gründete das Lombardenreich. Brescia war damit Hauptort eines Herzogtums. Der Herzog von Brescia Rothari wurde 636 zum König der Langobarden bestimmt, und ein sieben Jahre später erlassenes Edikt kodifizierte die Gesetze seines Volkes.

### Zeit der Karolinger
Zur Zeit der Karolinger errichteten die Brescianer zahlreiche Burgen zur Verteidigung gegen die Einfälle der Ungarn.
Ansa, eine adelige Brescianerin und Gattin des letzten Langobardenkönigs Desiderius, gründete das Kloster San Salvatore in Bresca, in das sich ihre Tochter Desideria, besser bekannt als Ermengarda, zurückzog, nachdem sie 771 von ihrem Gatten, dem Frankenkönig Karl der Große, zurückgewiesen worden war.

### Kommunen gegen Barbarossa
In den Kampf um die Vormacht zwischen den lombardischen Kommunen und dem Staufenkaiser Barbarossa schaltete sich der Augustiner-Chorherr Arnold von Brescia ein, der die Korruption des Klerus anprangerte und 1145 den römischen Senat dazu brachte, sich gegen Papst Adrian IV. aufzulehnen. Barbarossa nahm den Regularkanoniker im darauffolgenden Jahr fest, übergab ihn dem Papst, der ihn auf dem Scheiterhaufen verbrennen ließ.
Die Streitigkeiten zwischen Guelfen, die die Autonomie der freien Kommunen verteidigen, und den Ghibellinen, die das Reich unterstützen, waren gerade neu aufgeflammt, als die Stadtherrschaft Brescias auf Bischof Bernardo Maggi anvertraut überging. Er versöhnte die beiden verfeindeten Parteien.

### Herrschaft der Visconti
1337 begann eine Zeit der Stabilität, aber auch der Unterdrückung, als das Haus Visconti an die Macht kamen. Sie ließen die Burg von Brescia wieder aufbauen und herrschten, mit Ausnahme der Zeit des Pandolfo Malatesta (1404–1421) aus Rimini, bis zur Machtergreifung der Venezianer im Jahr 1426 über die Stadt.

### Herrschaft Venedigs
Die Herrschaft der Republik Venedig öffnete den Brescianaern neue Märkte für den Absatz von Waffen, Papier, Garne und Stoffe. Die Region Valle Trompia lieferte dem Arsenal (Venedig) Kanonen, und die Qualität des in Toscolano hergestellten Papiers wurde sogar im Osmanischen Reich geschätzt.
1508 entschlossen sich Frankreich, das Papsttum, das Imperium Spanien und die italienischen Herrschaftshäuser von Este, Gonzaga und Savoyen, der venezianischen Machterweiterung ein Ende zu setzen. Es folgte ein langer Krieg, in dem Brescia die schreckliche Plünderung von 1512 über sich ergehen lassen musste. Daran waren vor allem die Franzosen beteiligt; besonders taten sich dabei deren Befehlshaber Gaston de Foix und Pierre du Terrail hervor.
1516 fiel Brescia an Venedig zurück und verblieb dort, bis Napoleon 1797 den Ländern Europas ein neues Herrschaftssystem aufzwang, das er aus der Französischen Revolution ableitet. Gegen die ab da bestimmenden Großmachtinteressen standen die Venezianer auf verlorenem Posten und mussten ihre Unabhängigkeit aufgeben.

### Restauration
Durch den Wiener Kongress wurde 1815 das Königreich Lombardo-Venetien geschaffen, welches Teil des Kaisertums Österreich war. Daher war Kaiser Franz I. in Personalunion König von Lombardo-Venetien. Das Risorgimento sah die Brescianer in der Führungsrolle, als sie während der berühmten zehn Tage vom 23. März bis zum 1. April 1849 Barrikaden errichteten und den Österreichern die Kontrolle über die Stadt entrissen. Den Österreichern gelang es jedoch, den Widerstand zu brechen, und sie konnten für zehn weitere Jahre herrschen.
Im Juni 1859 fand bei San Martino und Solferino, im Hügelland um den Gardasee, die entscheidende Schlacht des zweiten italienischen Unabhängigkeitskrieges statt. Viktor Emanuel II. von Savoyen und seinem Verbündeten Napoleon III. gelang es, die Lombardei und das Veneto von der österreichischen Herrschaft zu befreien.

### Italienische Sozialrepublik
Am 10. Oktober 1943 ließ sich Benito Mussolini bei Gargnano am Gardasee nieder und gründete die Italienische Sozialrepublik.

## Größte Gemeinden
(Stand: 31. Dezember 2023)
| Gemeinde             | Einwohner |
| -------------------- | --------- |
| Brescia              | 198.259   |
| Desenzano del Garda  | 29.255    |
| Montichiari          | 26.170    |
| Lumezzane            | 21.556    |
| Palazzolo sull’Oglio | 20.219    |
| Rovato               | 19.417    |
| Chiari               | 19.347    |
| Ghedi                | 18.473    |
| Lonato del Garda     | 16.974    |
| Gussago              | 16.601    |
| Concesio             | 15.661    |
| Darfo Boario Terme   | 15.748    |
| Ospitaletto          | 14.854    |
| Leno                 | 14.405    |
| Travagliato          | 13.840    |
| Rezzato              | 13.472    |
| Manerbio             | 13.448    |
| Sarezzo              | 13.224    |
| Calcinato            | 13.017    |
| Carpenedolo          | 12.986    |
| Bagnolo Mella        | 12.437    |
| Orzinuovi            | 12.425    |
| Mazzano              | 12.682    |
| Gavardo              | 12.332    |
| Bedizzole            | 12.207    |
| Castenedolo          | 11.709    |
| Gardone Val Trompia  | 11.396    |
| Castel Mella         | 10.886    |
| Cazzago San Martino  | 10.796    |
| Botticino            | 10.722    |
| Villa Carcina        | 10.700    |
| Nave                 | 10.615    |
| Salò                 | 10.385    |

## Bergpässe in der Provinz Brescia
Die Bergpässe liegen im gebirgigen nördlichen Teil der Provinz.
| Name                               | Höhe              | von                              | nach                         |
| ---------------------------------- | ----------------- | -------------------------------- | ---------------------------- |
| Passo dell’Aprica                  | 1.176 m.          | Edolo (Valcamonica)              | Teglio                       |
| Passo della Foppa                  | 1.852 m           | Monna (Valcamonica)              | Grosio                       |
| Col Carette di Val Bighera         | 2.100 m           | Passo della Foppa                |                              |
| Passo di Gavia                     | 2.618 m           | Santa Apollonia (Valle di Pezzo) | Santa Caterina Valfurva      |
| Passo del Tonale                   | 1.884 m           | Ponte di Legno                   | Vermiglio Val di Sole        |
| Passo del Vivione                  | 1.828 m           | Demo                             | Schilpario (Valle di Scalve) |
| Passo di Croce Domini              | 1.892 m           | Breno                            | Bagolino                     |
| Goletto delle Crocette             | 2.070 m           | Passo di Croce Domini            | Maniva                       |
| Passo delle Berga / Passo del Mare | 1.527 m / 1.418 m | Maniva                           | Anfo                         |
| Passo Tremalzo                     | 1.830 m           | Valle d'Ampola                   | Tremosine                    |